# Rafi
Rafi (em persa: رفيع, também romanizada como Rafī‘) é uma aldeia do distrito rural de Nasar, no condado de Abadan, na província de Khuzistão, Irã.
Segundo o censo de 2006, sua população era de 193 habitantes, em 40 famílias.